# Claudine Auger
Claudine Auger, nascida  Claudine Oger, (Paris, 26 de abril de 1941 – Paris, 18 de dezembro de 2019) foi uma atriz francesa.
Miss França em 1958, se tornou conhecida mundialmente pelo papel de "Domino Derval" no filme 007 contra a Chantagem Atômica / 007 - Operação Relâmpago, de 1965, o filme de maior sucesso de bilheteria de toda a série de James Bond.
O papel iria inicialmente para uma atriz italiana, depois de recusado por Faye Dunaway e Raquel Welch, que já havia assinado contrato, sendo liberada por Albert Broccoli como um favor aos produtores do filme Viagem Fantástica, que a lançou em Hollywood. Entretanto, Claudine impressionou tanto os produtores com sua beleza e estilo sofisticado durante os testes, que ele foi reescrito para uma francesa. Mesmo após ter aulas em Londres para refinar a pronúncia do inglês, no filme ela é dublada por Nikki van der Zyl, dubladora de diversas bond girls da série, entre elas Ursula Andress, Jane Seymour e Shirley Eaton.
O sucesso do filme lançou Auger numa carreira intensa no cinema europeu, mais constantemente em filmes de baixo orçamento de apelo erótico e comédias ligeiras, apesar de não ter lhe aberto as portas nos Estados Unidos. Em 1971, ela estrelou junto com mais duas bond girls, Barbara Bach (antes de 007 O Espião Que Me Amava, de 1977) e Barbara Bouchet, a Miss Moneypenny da versão não-oficial de Cassino Royale, de 1967, La Tarantola dal ventre nero, misto de filme de terror e erotismo muito comum na Europa dos anos 70 e 80.
Também trabalhou com atores como Jean Marais, Alain Delon, Jean-Paul Belmondo e Michel Serrault e foi uma das pin-ups que mais ilustrou capas de revistas de entretenimento na época de sua maior popularidade.
Auger morreu no dia 18 de dezembro de 2019 aos 78 anos.